# Johannes Slawig

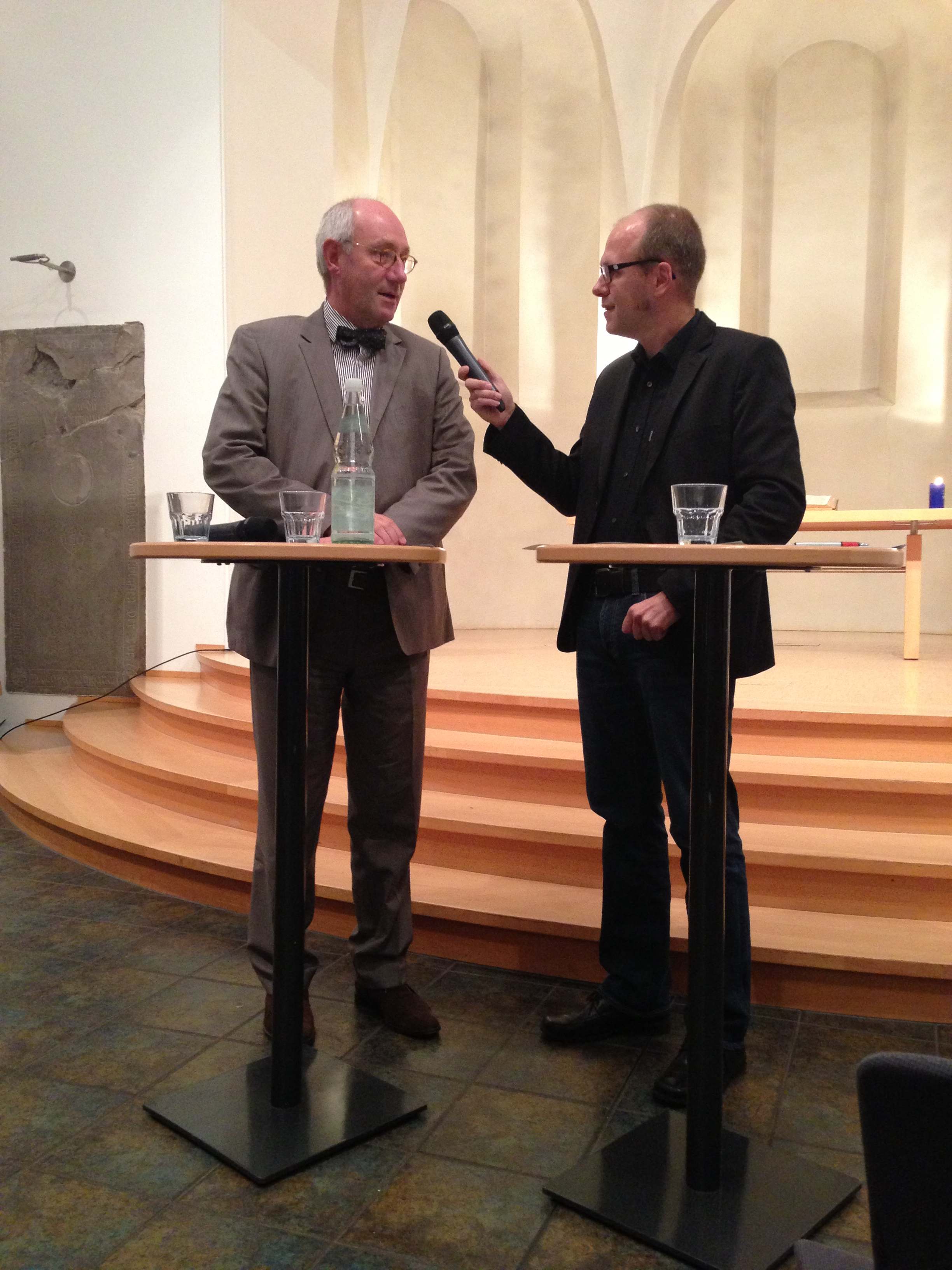
Johannes Slawig (links) im Gespräch mit Radiomoderator Christian Spoo in der Elberfelder Citykirche (2013)

Johannes Slawig (* 21. Mai 1956 in Braunschweig) ist ein deutscher Wahlbeamter und ehemaliger Kämmerer und Dezernent der kreisfreien Großstadt Wuppertal im bergischen Land, Nordrhein-Westfalen (NRW).

## Leben
Zur Schule ging Slawig in Sprockhövel, Hattingen und in der sauerländischen Stadt Meschede. Er studierte an der Westfälischen Wilhelms-Universität in Münster Geschichtswissenschaft, Klassische Philologie sowie Philosophie und promovierte am 23. Juni 1987 hier mit einer Dissertation über „Den Kampf gegen das Duellwesen im 19. und 20. Jahrhundert in Deutschland unter besonderer Berücksichtigung Preussens“ (Schreibweise!). Er wurde Referent im Kultur- und Schuldezernat der Stadt Münster und wissenschaftlicher Referent der CDU-Fraktion für Kultur, Schule, Weiterbildung und Sport im Landtag von Nordrhein-Westfalen. 1991 wurde er Dezernent in der Stadt Paderborn und stellvertretender Vorsitzender der Universitätsgesellschaft der Universität Paderborn. Am 1. November 1998 wechselte er nach Wuppertal, wurde hier zunächst Oberstadtdirektor und (nach der landesweiten Abschaffung dieses Amtes in NRW) 2000 Stadtdirektor, erster Beigeordneter und Personaldezernent der Stadt.  Am 25. August 2014 wurde er durch die Wiederwahl von der Koalition aus CDU und SPD im Wuppertaler Stadtrat im Amt bestätigt. Seine Vorgänger im Amt waren Joachim Cornelius und davor Bodo Richter. Am 31. Oktober 2022 schied er aus dem Amt aus und trat in den Ruhestand.
Seit Ende 2023 ist Slawig Vorsitzender der Wuppertaler CDU.

## Weitere Mitgliedschaften
Er war bzw. ist (u. a.) Mitglied in folgenden Gremien in Wuppertal:
- Aufsichtsrat der Abfallwirtschaftsgesellschaft mbH Wuppertal
- Aufsichtsrat der WSW Energie & Wasser AG
- WSW mobil GmbH
- Aufsichtsrat der WSW Wuppertaler Stadtwerke GmbH
- Aufsichtsrat Helios Klinikum Wuppertal GmbH
- Zweckverbandsversammlung des Verkehrsverbundes Rhein-Ruhr (VRR)[10]

## Sonstiges
Johannes Slawig hat fünf Kinder und lebt mit seiner Partnerin zusammen.

## Werke
- Der Kampf gegen das Duellwesen im 19. und 20. Jahrhundert in Deutschland unter besonderer Berücksichtigung Preussens. Univ. Münster (Westfalen), Dissertation 1987, DNB 890269297.